# Odstřelovač: Reloaded
Odstřelovač: Reloaded nebo též Sniper 4 (v anglickém originále Sniper: Reloaded) je jihoafrický film z roku 2011. Akční válečné drama natočil švýcarský režisér Claudio Fäh podle scénáře Johna Fasana. Jde o čtvrtý díl volné sniperské filmové série, v jejíchž prvních třech dílech z let 1993, 2002 a 2004 ztvárnil Tom Berenger titulní roli Thomase Becketta, zde ho nahradil syn jdoucí v otcových šlépějích, seržant Brandon Beckett v podání Chada Michaela Collinse. Billy Zane se znovu objevil v roli Richarda Millera z úvodního filmu série Odstřelovač. 
Od 26. dubna 2011 byl uveden na americký trh s domácím videem na DVD. Francouzský trh následoval 4. května a německý 19. května téhož roku. V Česku jej uvedla televize Cinemax od 24. února 2012 a poté TV Nova od 23. září 2015. Collinse v titulní roli namluvil česky Oldřich Hajlich.

## Děj
Příběh filmu se odehrává v prostředí mírové mise Spojených národů v africkém Kongu po druhé konžské válce. Seržant mariňáků Brandon Beckett (Chad Michael Collins) je jeden z nejlepších ostrostřelců americké armády a syn legendárního snipera Thomase Becketta. Spolu se svým týmem je vyslán, aby zachránil evropského farmáře (Patrick Lyster), jehož pozemky obsadili rebelové. Poté, co jsou přepadeni ze zálohy odstřelovačem a až na jednoho pozabíjeni, těžce zraněný Beckett se spojí s instruktorem sniperů Richardem Millerem (Billy Zane), který svého času trénoval i jeho otce. Později, když se střelec vrátí, aby dokončil svůj vražedný úkol, jsou na něj Beckett s Millerem připraveni. Beckett odhalí, že odstřelovače Vincenta Masiella zvaného Ital (Justin Strydom) na ně poslal sám velitel, plukovník Jäger (Richard Sammel), který byl zapleten do obchodu se zbraněmi. A s pomocí nadporučíka Ellen Abramowitzové (Annabel Wright) se mu nakonec podaří ho usvědčit.

## Obsazení
| Chad Michael Collins | seržant Brandon Beckett        |
| Billy Zane           | Richard Miller                 |
| Richard Sammel       | plukovník Ralf Jäger           |
| Patrick Lyster       | Martin Chandler                |
| Annabel Wrightová    | nadporučík Ellen Abramowitzová |
| Kayla Privett        | Kelli van Brunt                |
| Justin Strydom       | Vincent „Ital“ Masiello        |
| Rob Fruithoff        | Jean van Brunt                 |
| Khulum M. Skenjana   | kapitán Sporo Ngoba            |